# Peter Purzelbaum
Peter Purzelbaum (bürgerlich: Alexander Karl Anton Prusz von Zglinitzki) (* 14. Dezember 1884 in Potsdam; † 8. Februar 1957 in Lübeck-Travemünde) war Offizier, Militärschriftsteller, Erzähler und Verfasser von Anekdoten und humoristischen Schriften.
Alexander von Zglinitzki war ein Sohn des späteren preußischen Obersts Karl von Zglinitzki (1854–1924) und Agnes, geb. Ebeling (1860–1933).
Zahlreiche seiner Werke standen auf der Liste der auszusondernden Literatur der „Deutschen Verwaltung für Volksbildung in der sowjetischen Besatzungszone“.
Er heiratete am 8. November 1920 in Lüneburg Maria von Zglinitzki (* 1897), Nachfahrin von Karl von Zglinitzki (1815–1883).

## Werke (Auswahl)
- "Der fröhliche Kommiß, Kaczmarek III", Berlin: Brunnen Verlag / Karl Winckler Verlag, 1928
- "Vom Kommiß, Kaczmarek und den Maikäfern IV – Landser und Muschkoten", Anekdotensammlung, 1929
- "Zwischen Wecken und Zapfenstreich", Roman, 1931
- "Rex",1934
- "Vom Hundertsten ins Tausendste 3 – Töne und Tinte", 1938
- "Kriegskamerad Humor 1914–1918", 1939
- "Soldatenzeit, du schöne Zeit. .. – Als Vatern die Hammelbeine langgezogen wurden", 1939
- "Hoch das Bein!", 1940
- "Husten Sie mal", 1940
- "… und alles wegen Evas Äpfelchen! – Heiter-witzige Kurzgeschichten und Gedichte", 1941
- "Der kleine Korinthen-Knacker – Ein lustiges Nimm-mich-mit für den im Pulverdampf ergrauten Landser", 1942
- "Vorhang rrrunter! – Komödien um Komödianten", 1943
- "Flötentöne – Ein Büchlein von Musikern, Musikanten und musikalischen Leuten", o. J.
- "Von dreisten Bübchen und drolligen Mädchen", o. J.
- "Rund um die Gulaschkanone", o. J.
- "Na Denn Prost", o. J.
- Starker Toback und anderer Jagdhumor, Bergwald-Verlag Walter Paul, Mühlhausen-Thüringen - Leipzig, 1939